# Malteser International
Malteser International è una organizzazione non governativa ed è l'agenzia di soccorso internazionale del Sovrano militare ordine di Malta.

## Storia
L'agenzia origina dall'associazione tedesca "Malteser Hilfsdienst", fondata nel 1953, ed in particolare dal suo servizio di soccorso estero ("Auslandsarbeit"). Nel 1992, dal coordinamento di quest'ultimo con i corpi di emergenza delle varie associazioni nazionali dell'Ordine, nacque l'organizzazione degli  Emergency Corps of the Order of Malta (ECOM). Questa organizzazione doveva coordinare le forze dell'Ordine in caso di calamità naturali e disastri umanitari e fu schierato in diverse emergenze internazionali, in particolare in occasione della guerra del Kosovo nel 1999 e del terremoto di Bam del 2003.
In risposta allo tsunami nell'Oceano Indiano del 2004, l'organizzazione dell'ECOM venne sostituita dall'agenzia Malteser International, costituita ufficialmente il 2 gennaio 2005. La nuova struttura ampliava il suo ambito di intervento, prima limitato alla fase emergenziale, includendo programmi di ricostruzione ed assistenza a lungo termine.

## Organizzazione e missione
Il Malteser International, che ha lo status di organizzazione non governativa, ha sede a Colonia, in Germania. L'organizzazione comprende 23 associazioni nazionali e priorati dell'Ordine di Malta, tra i quali, per l'Italia, il CISOM. I rappresentanti di queste realtà nazionali, insieme al Consiglio d'amministrazione, al Segretario generale, al vicesegretario generale ed al Cappellano, formano l'Assemblea generale. Il Consiglio d'amministrazione è formato da un presidente e fino a sei vice. Il Segretario generale gestisce l'attività operativa, in linea con le risorse e la strategia dell'agenzia.
L'agenzia fornisce aiuto in tutte le parti del mondo senza distinzione di religione, razza o credo politico, con i valori cristiani e i principi umanitari di imparzialità e indipendenza come fondamento del suo lavoro. La sua missione non è limitata all'intervento nella fase d'emergenza, ma comprende anche l'attuazione di piani di assistenza che coniughino ricostruzione e sviluppo sostenibile, servizi di assistenza sanitaria primaria e piani di lotta alla povertà. È impegnata in circa 200 progetti in circa 30 paesi in Africa, Asia, Europa e nelle Americhe, con più di 1000 operatori coordinati da uno staff di 40 persone nella sede di Colonia.

## Interventi
- Soccorso ai terremotati e sostegno alla ricostruzione in India e El Salvador (dal 2001)
- Aiuto ai rifugiati in Afghanistan (dal 2001)
- Programmi sanitari di base in Birmania (dal 2001)
- Soccorso ai rifugiati nella Repubblica Democratica del Congo (2003)
- Soccorso ai terremotati e sostegno alla ricostruzione di Bam, Iran (2004)
- Aiuto ai profughi nel Darfur, Sudan (2004)
- Soccorsi e ricostruzione dopo lo Tsunami nel Sud Est asiatico (2005)
- Soccorsi alle popolazioni di Niger e Mali colpite dalla carestia (2005)
- Aiuti alle vittime dell'uragano Katrina, New Orleans, Stati Uniti d'America (2005)
- Soccorsi per le popolazioni colpite dal terremoto in Pakistan (2005)
- Assistenza medica ai terremotati dell'isola di Giava, Indonesia (2006)
- Soccorso ai terremotati in Perù (2007)
- Aiuti alle popolazioni alluvionate nello Stato messicano di Tabasco colpito da inondazioni (2007)
- Soccorso Umanitario dopo il ciclone in Birmania (2008)
- Assistenza medica ai rifugiati in Pakistan (2009)
- Soccorsi di emergenza per i superstiti del terremoto a Sumatra (2009)
- Primi aiuti in Vietnam, Indonesia e nelle Filippine dopo i tifoni Parma e Ketsana (2009)
- Soccorsi di emergenza ai terremotati di Haiti (2010)
- Soccorsi per le popolazioni colpite dalle alluvioni in Pakistan (2010)
- Assistenza medica e distribuzione di cibo alle popolazioni del Corno d'Africa colpite dalla carestia (2011)
- Aiuti alle popolazioni colpite dal terremoto del Giappone del 2011
- Missione di assistenza alle popolazioni colpite dal terremoto del Nepal del 25 aprile 2015

## Presidenti
- 2005–2011: Nicolas de Cock de Rameyen
- 2011–2012: Johannes Freiherr Heereman
- 2012-oggi: Thierry de Beaumont-Beynac